# Герой імперії
Герой імперії (англ. Hero of the Empire: The Boer War, a Daring Escape, and the Making of Winston Churchill) — біографічна книга Кендіс Міллард, автора бестселерів Destiny of the Republic («Доля республіки») та The River of Doubt («Річка сумніву»); бестселер New York Times. Вперше опублікована 20 вересня 2016 року.

## Огляд книги
Герой імперії — це не просто пригодницька біографічна розповідь, це книга про екстраординарні та невідомі широкому загалу подвиги Вінстона Черчилля в період Англо-бурської війни, уроки якої відбилися на історії ХХ ст. Автор впевнена, що події періоду англо-бурського конфлікту, мали значний вплив на становлення В.Черчилля як особистості. Як казав генерал-лейтенант британської армії Джордж Вайт: «Мені не до вподоби цей хлопчина, але одного дня він стане прем‘єр-міністром Англії».
Дійсно, у віці 24 років Вінстон Черчилль був абсолютно переконаний, що одного дня він стане прем‘єр-міністром Англії, попри те, що тільки-но програв передвиборчу кампанію до парламенту. Черчилль вважав, що досягти омріяного він зможе, здійснивши щось захопливий на полі бою.
Рішуче налаштований Черчилль прибув до Південної Африки в 1899 році, щоб проявити себе в жорстокій колоніальній війні, яку вела Англія проти бурських республік. Але через два тижні після приїзду його було взято у військовий полон, звідки на диво йому вдалось здійснити побіг і водинці подолати сотні миль ворожої території. Все, що в нього було — це зім‘ята купка грошей, чотири шматочки шоколаду та його вірний супутник — розум. Історія порятунку Черчилля є дійсно неймовірною, але за деякий час він добровільно вступив на військову службу, повернувся до Південної Африки, взяв участь в кількох битвах, і, урешті-решт, звільнив чоловіка, з яким був ув‘язнений раніше.
Кендіс Міллард передає героїчну історію про хоробрість, непохитність та нагоду зустріти ряд історичних особистостей — Рудіярда Кіплінга, Лорда Кітченера, Магатму Ґанді — з якими Черчилль згодом ділив світову арену. В книжці описано всього один, але найважливіший етап життя Черчилля, що став підґрунтям формування його як одного з тих амбітних особистостей, кому вдалось зажити слави по два боки Атлантичного океану на початку ХХ століття.

## Переклад українською
- Міллард, Кендіс. Герой імперії / пер. Катерина Зарембо. К.: Наш Формат, 2018. — 360с. — ISBN 978-617-7552-30-6